# 台湾史年表
台湾史年表（たいわんしねんぴょう）では、台湾の主要な歴史事項を掲示する。なお台湾の地域範囲については台湾の地域範囲を参照のこと。

## 先史時代
- 1281年:元が澎湖諸島を領有。
- 1593年:豊臣秀吉、台湾に入貢を促す。
- 1608年:有馬晴信が台湾へ軍勢を派遣した。
- 1616年:長崎代官・村山等安が台湾へ軍勢を派遣した。

## オランダ植民統治時代
- 1624年:オランダの東インド会社が、台湾島の大員（現在の台南市周辺）を中心とした地域を制圧。ゼーランディア城築城。
- 1626年:スペイン勢力が台湾島北部の現基隆市付近に進出して要塞を築く。
- 1628年:タイオワン事件。
- 1642年:オランダ東インド会社がスペイン勢力を台湾から追放する。
- 1652年:郭懷一事件発生。
- 1653年:プロヴィンティア城築城。
- 1661年:鄭成功の攻撃を受け、翌年に台湾から完全撤退する（ゼーランディア城包囲戦）。

## 鄭氏政権時代
- 1662年:オランダ東インド会社を台湾から駆逐。台湾を東都と改称。鄭成功死去。
- 1663年:延平王廟を建立。
- 1666年:先師聖廟と明倫堂を建立。
- 1670年:オランダ軍が台湾から完全撤退。
- 1672年:イギリス東インド会社との通商条約締結。
- 1674年:三藩の乱に介入。
- 1681年:鄭経死去。
- 1683年:澎湖海戦に敗れた鄭氏政権が清朝に降伏し滅亡。

## 清朝統治時代
- 1683年:清が台湾を制圧して鄭氏政権を滅ぼすことに成功。渡台禁令（中国語版）を公布。
- 1684年:福建省台湾府となり、1府3県を置く。
- 1709年:台北盆地（中国語版）での漢人による開墾開始。
- 1719年:八堡圳（中国語版）竣工。
- 1721年:朱一貴の乱（中国語版）。
- 1722年:漢人と原住民の境界線（番界（中国語版））を設定する。
- 1732年:大肚王国が清軍の攻撃を受けて滅びる（大甲西社抗清事件（中国語版））。
- 1784年:鹿港と福建省泉州との間に航路開設。
- 1786年:林爽文の率いる天地会が清朝への反乱を起すが、福康安の率いる清軍に鎮圧される（〜1787年）。
- 1787年:諸羅を嘉義と改称。
- 1796年:蘭陽平原（中国語版）での漢人による開墾開始。
- 1839年:曹公圳（中国語版）竣工。
- 1854年:米国ペリー艦隊が基隆に寄港。
- 1858年:天津条約によって安平港や基隆港が欧州列強に開港される。
- 1862年:戴潮春の乱（〜1864年）。
- 1865年:キリスト教長老教会による台湾宣教開始。
- 1867年:ローバー号事件発生。
- 1868年:大南澳事件（中国語版）発生（〜1869年）。
- 1871年:宮古島島民遭難事件発生。
- 1874年:日本による台湾出兵（牡丹社事件）が起きる。沈葆楨の下で開山撫蕃政策が始まる。
- 1875年:渡台禁令を解除。獅頭社事件（中国語版）発生。
- 1876年:台北府（中国語版）を設置。
- 1878年:カレワン事件発生。
- 1880年:登瀛書院創建。
- 1884年:台北城完成。清仏戦争が発生して台湾もフランス軍に攻撃される。
- 1887年:福建省から独立して福建台湾省（台湾省）を新しく設置する。
- 1887年:基隆 - 台北間に鉄道を敷設する。
- 1888年:台湾郵便設立。
- 1895年:下関条約（馬關條約）に基づいて台湾が清から日本に割譲され、台湾省が廃止される。台湾総督府設置（初代総督に樺山資紀）。

## 日本統治時代
- 1895年:台湾民主国の建国・崩壊。近衛師団長の北白川宮能久親王が陣没。
- 1896年:国語伝習所を設置。芝山巌事件発生。原敬が台湾事務局に「台湾問題二案」提出。この頃、「台湾売却論」が盛んに。北投で台湾初の温泉旅館開業。
- 1897年:台湾阿片令公布。漢訳教育勅語公布。台湾住民の国籍選択最終期限。台湾高等法院長高野孟矩が罷免。
- 1898年:児玉源太郎総督と後藤新平民政局長（後に民政長官）が着任。土地調査事業開始。保甲条例公布。匪徒刑罰令施行。国語伝習所を公学校に改編。台湾協会が発足。
- 1899年:台湾銀行営業開始。台北市区計画を公布。台湾総督府医学校開校。
- 1900年:天然足会発足。
- 1901年:総督府内に臨時台湾旧慣調査会を設置（1919年解散）。専売局設置。台湾神社創建。台湾文庫開館。馬公要港部を開設。新渡戸稲造が「糖業改良意見書」を提出。
- 1903年:基隆港築港第一期工事竣工。
- 1905年:土地調査事業終了。本年度より日本国政府の補助金辞退。
- 1906年:梅山地震（中国語版）発生。
- 1907年:北埔事件発生。
- 1908年:台湾縦貫鉄道全通。台北水道の給水開始。南洋道問題が浮上する。
- 1909年:台北-台南間に直通電話開通。
- 1910年:五箇年理蕃計画（中国語版）にもとづく原住民制圧政策を開始。
- 1911年:断髪不改装会発足。
- 1914年:台湾同化会結成（翌年解散）。台湾総督府図書館開館。
- 1915年:西来庵事件（タパニー事件）発生。
- 1919年:台湾総督府庁舎竣工。初代文官総督の田健治郎が着任。台湾軍を総督府から分離。台湾教育令公布。台湾電力株式会社の設立。
- 1920年:地方行政区域を5州2庁に改編。台北・台中・台南の各市が発足。在日台湾留学生を中心に、新民会（林献堂が会長）結成。『台湾通史』刊行。
- 1921年:帝国議会に第1回の「台湾議会設置請願書」提出。台湾文化協会結成。
- 1922年:台北高等学校開校。治安警察法が台湾にも施行。蓬萊米の品種改良に成功。
- 1923年:摂政宮（のちの昭和天皇）の台湾行啓。海岸線開業。台湾議会設置運動参加者を多数逮捕（治警事件（中国語版））。
- 1924年:基隆市と高雄市が発足。
- 1925年:台湾でラジオ放送開始。二林事件発生。
- 1926年:高雄州から澎湖庁を分離。台湾農民組合（中国語版）結成。
- 1927年:台湾文化協会が分裂、台湾民衆党結成。
- 1928年:台北帝国大学官制公布。上海で台湾共産党結成。
- 1929年:『帝国主義下の台湾』刊行（台湾では翌年移入販売禁止）
- 1930年:新竹市と嘉義市が発足。霧社事件発生。嘉南大圳竣工。台北市営バス（中国語版）の運行開始。
- 1931年:第17回全国中等学校優勝野球大会で台湾代表の嘉義農林学校野球部（中国語版）が準優勝。
- 1932年:張星賢が台湾出身者として初めてオリンピックに出場。
- 1933年:彰化市と屏東市が発足。
- 1934年:台湾議会設置請願運動の中止。日月潭水力発電所竣工。
- 1935年:新竹・台中地震。台湾博覧会を開催。
- 1936年:「正庁改善」運動開始。台湾拓殖株式会社設立。
- 1937年:台北州で国語家庭（中国語版）の制度が始まる。新高阿里山・次高タロコ・大屯国立公園成立。西部標準時廃止。
- 1938年:高雄海軍航空隊開隊。
- 1939年:小林躋造総督が「皇民化、工業化、南進基地化」の三大政策を布告。台北帝大に熱帯医学研究所（中国語版）を設置。
- 1940年:宜蘭市と花蓮港市が発足。改姓名の開始。
- 1941年:皇民奉公会発足。公学校、小学校、蕃人公学校を国民学校に改編。
- 1942年:陸軍特別志願兵制度（中国語版）実施。
- 1943年:海軍特別志願兵制度（中国語版）実施。6年制義務教育実施。
- 1944年:日本軍による徴兵制度が発足。台湾人日本兵が兵役に服務する。これと同時に衆議院議員選挙法が改正されて台湾住民にも衆議院選挙の選挙権が認められた。台湾沖航空戦。
- 1945年:大日本帝国が連合国に降伏。第二次世界大戦（当時の台湾では「大東亜戦争」）が終結。

## 中華民国統治時代

### 遷台前
- 1945年:中華民国国民政府が台湾を接収して台湾省を設置。台湾省を統治する機関・台湾省行政長官公署を設置。
- 1946年:在台日本人の引き揚げ事業が始まる（1948年にほぼ完了）。
- 1947年:二・二八事件が勃発。以降、国民党政権による白色テロが頻発する。台湾省行政長官公署を台湾省政府に改組。
- 1948年:香港で台湾再解放連盟結成。新店渓橋列車火災事故発生。
- 1949年:国共内戦で崩壊状態にあった中華民国政府が台北へ移転し、台湾省に戒厳令を施行。白団と呼ばれる日本軍事顧問団が台湾で活動開始（1969年まで）。新台湾ドルを発行。三七五減租（中国語版）を実施。

### 中華民国政府遷台後
- 1950年:蔣介石が総統職に復帰。台湾での中華民国政府の活動が本格化。アメリカが第7艦隊を台湾海峡に派遣。
- 1951年:米華共同防衛相互援助協定調印。サンフランシスコ平和条約により、日本は台湾と澎湖諸島の権利、権限および請求権を放棄。公地放領（中国語版）を実施。
- 1952年:日本との平和条約（日華平和条約）調印。中国青年反共救国団設立（主任蔣経国）。
- 1953年:耕者有其田（中国語版）を実施。
- 1954年:米華相互防衛条約調印。
- 1955年:中華民国が浙江省・大陳列島を喪失（第一次台湾海峡危機）。これにより、今日の台湾地区（広義の台湾）が形成される。
- 1957年:岸信介首相が台湾訪問。台湾省政府が南投県南投市の中興新村に移転。五・二四事件（中国語版）発生。
- 1958年:金門砲戦勃発（第二次台湾海峡危機）。
- 1959年:八七水害（中国語版）発生。
- 1960年:アイゼンハワー米大統領が台湾訪問。奨励投資条例（中国語版）を正式実施。中部横貫公路が開通。『自由中国』事件発生。
- 1962年:台湾電視公司（台湾初のテレビ局）が正式開局。
- 1964年:吉田茂元首相が台湾訪問（周鴻慶事件の釈明のため）。彭明敏事件（中国語版）発生。石門ダム（中国語版）竣工。
- 1965年:国立故宮博物院が開院。
- 1966年:中山楼竣工。北部横貫公路が開通。
- 1967年:国家安全会議と国家安全局が発足。台北市が院轄市に昇格。光華寮訴訟開始（2024年現在も係争中）。
- 1968年:義務教育9年制を施行。民航空運公司10便墜落事故発生。
- 1970年:ニューヨークで台湾独立連盟結成（のちに台湾独立建国連盟と改称）。
- 1971年:国際連合総会にて、アルバニア提案の「国府追放、北京招請」案が可決され、中華民国は「中国」の代表権を喪失。同時に国連から脱退。中華民国外交部が公式に尖閣諸島の領有権を主張する。
- 1972年:蔣経国、行政院長に就任。日本と中華人民共和国の国交樹立により日華平和条約が失効。中華民国が日本との国交を断絶。南部横貫公路が開通。
- 1973年:十大建設開始。
- 1974年:台湾人日本兵の李光輝がモロタイ島で発見される。
- 1975年:蔣介石死去。厳家淦副総統が総統に、蔣経国が中国国民党主席に就任。王育徳らが「台湾人元日本兵士の補償問題を考える会」を設立。
- 1976年:中華民国、名称問題からモントリオール五輪をボイコット。
- 1977年:中壢事件発生。
- 1978年:蔣経国が総統に就任。中山高速公路が全線開通。
- 1979年:米中国交樹立。アメリカ合衆国が中華民国と国交を断絶。高雄市が院轄市に昇格。美麗島事件発生。中正国際空港開港。台鉄縦貫線の電化完成。台湾第一原発の商業発電開始。
- 1980年:中正紀念堂竣工。新竹科学園区設立。北廻線が開業。
- 1981年:鄧小平が「一国家二制度」に基づく中国と台湾の統一を提案。陳文成事件（中国語版）発生。
- 1983年:台湾原住民族権利促進会（中国語版）が発足。
- 1984年:中華民国、チャイニーズ・タイペイ（中華台北）名義でサラエボ冬季五輪に復帰。江南事件（中国語版）発生。蓬莱島雑誌事件（中国語版）発生。
- 1986年:五一九緑色運動が起こる。民主進歩党結成。李遠哲が台湾出身者として初めてノーベル賞を受賞。
- 1987年:38年続いていた戒厳令を解除。党禁（中国語版）解除。中国大陸への親族訪問解禁。日本の国会で元台湾人日本兵の遺族と戦傷病者に弔慰金を支払う法律が成立。
- 1988年:蔣経国死去。李登輝副総統が本省人として初めて総統に就任。報禁（中国語版）解除。
- 1989年:李登輝総統、「現実外交（柔軟外交）」を宣言。戒厳令解除後初の立法委員選挙で民主進歩党が躍進。中華職業棒球聯盟が発足。
- 1990年:三月学生運動が起こる。民主進歩党が「台湾の主権独立」決議案採択。総統府に国家統一委員会が発足。
- 1991年:中国共産党を反乱団体と定義していた憲法の付属条項（動員戡乱時期臨時条款）を廃止。「万年議員」が全員退職。
- 1992年:中華民国が大韓民国との国交を断絶。南廻鉄路が正式開業。
- 1993年:連戦が行政院長になり、李登輝が国民党政権の「党」「政」「軍」「特」を全面掌握。シンガポールで台湾と中国の窓口交流機関代表が初会談。フランスからのフリゲート艦購入をめぐる汚職事件発覚（台湾フリゲート事件（中国語版、英語版））。
- 1994年:千島湖事件発生（3月31日）。中華航空140便墜落事故発生（4月26日）。
- 1995年:中国共産党江沢民総書記が台湾政策8項目を提案、台湾李登輝が中国に対する6項目の逆提案、その後李登輝が訪米し、台湾・中国間が緊迫（第三次台湾海峡危機）。

### 総統民選期
- 1996年:国民の直接選挙による総統選挙が実施され、李登輝が当選。国民党の一党独裁体制が消滅。台北捷運木柵線が開業。
- 1997年:国民中学で『認識台湾』（地理篇・歴史篇・社会篇）の使用開始。中華民国空軍、F-16戦闘機を配備。
- 1998年:台湾省を虚省化する。上海で台湾と中国の窓口交流機関代表が会談。
- 1999年:李登輝総統、中国と台湾を「特殊な国と国との関係（中国語版）」と定義。921大地震、死者2000人以上。
- 2000年:中国が台湾白書を発表。統一交渉の無期限の拒絶は武力行使の対象になると警告。総統に民進党の陳水扁が選出、国民党が初めて野党となる。
- 2001年:中国との小三通開始。李登輝前総統が日本訪問。台湾団結連盟結成。
- 2002年:WTO加盟。陳水扁総統が「一辺一国」発言。のち軌道修正の発言。台湾正名運動が始まる。
- 2003年:李登輝前総統、台湾独立派「台湾正名運動連盟」の会合で「“台湾”を国名に」と発言。陳水扁総統が民進党結党17周年記念式典で「2006年に新憲法制定」を掲げる。
- 2004年:二二八事件57周年記念行事で李登輝前総統の呼びかけで独立派が中国のミサイル配備に人間の鎖を作って抗議。陳水扁が総統選前日の三・一九銃撃事件（中国語版）で負傷するも再選。チャドとの共同声明の際に「中華民国（台湾）」という表記を初めて使用。台北101竣工。
- 2005年:連戦国民党主席が中国大陸を訪問。胡錦濤共産党総書記と1945年以来の国共首脳会談を行う。三・二六護台湾大遊行（中国語版）（中国の反国家分裂法に対するデモ行進）を実施。原住民族基本法が制定される。
- 2006年:陳水扁総統、国際社会に対して「台湾」名義での国連加盟を強調（2007年8月申請、却下）。国家統一綱領を適用終了。
- 2007年:呉伯雄が国民党主席に就任。台湾高速鉄道が開業。
- 2008年:馬英九が総統に就任し、国民党が政権を奪還。一部を除き三通全面解禁。陳水扁前総統逮捕。
- 2009年:台北デフリンピック（英語版）を開催。八八水害発生。
- 2010年:新北市が発足。台北国際花の博覧会を開催。
- 2012年:日本の尖閣諸島国有化で日台関係緊迫。
- 2014年:12年国民基本教育（中国語版）を実施。ひまわり学生運動が起こる。
- 2016年:蔡英文が総統に就任し、民進党が政権を奪還。鴻海精密工業がシャープを買収。
- 2017年:台北ユニバーシアードを開催。
- 2018年:台中フローラ世界博覧会を開催。宜蘭線普悠瑪号脱線事故発生。
- 2019年:台湾省を事実上廃止。台湾民衆党結成。
- 2020年:台湾で新型コロナウイルスの感染確認。中央流行疫情指揮中心の下で防疫対策に乗り出す。
- 2022年:ペロシ米下院議長が台湾訪問。
- 2024年:頼清徳が総統に就任。WBSC世界野球プレミア12で台湾が初優勝。